# Montségur

Montségur este o comună în departamentul Ariège din sudul Franței. În 1 ianuarie 2022 avea o populație de 116 de locuitori.
Este faimoasă pentru fortificația Château de Montségur, care a fost construită pe ruinele uneia dintre ultimele cetăți ale catarilor. Fortăreața din prezent, chiar dacă este descrisă ca fiind un „castel catar”, este de fapt, dintr-o perioadă mai târzie. A fost declarată drept sit istoric de către Ministerul Culturii din Franța în 1862.

## Istorie
Primele semne de asezari omenesti in zona dateaza inca din Epoca de Piatra, cu in jur de 80,000 de ani in urma. Dovezi ale ocupatiei romane, precum monede si unelte au fost de asemenea gasite in jurul cetatii. Numele sau vine din limba latina, mons securus, care a derivat in mont ségur, adica in limba occitana, ceea ce inseamna "dealul cel sigur".
In Evul Mediu, regiunea Montségur a fost condusa se Contii de Toulouse, de Vicontii de Carcassonne, iar in final de Contii de Foix. In 1243-1244, catarii (o secta religioasa, considerata eretica de Biserica Catolica), au fost asediati la Montségur de 10,000 de trupe la finalul Cruciadei Albigensiene. In 15 martie 1244, catarii au fost, in final, infranti, aproximativ 220 dintre ei fiind arsi pe rug in masa, la baza pog-ului (muntelui), cand au refuzat sa renunte la credinta lor. Aproximativ 25 si-au depus chiar si ultimul juramant catar, consolamentum perfecti, cu doua saptamani inainte de asediul final.
Mai tarziu, o noua fortareata a fost construita de familia regala, pentru a pazi frontiera de sud.